# Yuri, Đại công tước xứ Tver

## Tiểu sử
Năm sinh của ông chưa được biết. Kể từ khi cha của Yuri, Aleksandr II, Đại vương công xứ Tver, kết hôn năm 1398. Căn cứ vào thời gian cha ông đang đấu tranh chống Moskwa, có lẽ Yuri được sinh ra ít lâu sau cuộc hôn nhân này.
Sau khi người cha qua đời vì dịch hạch, Yuri kế ngôi. Thời gian trị vì của Yuri không rõ ràng. Theo biên niên sử, Yuri cai trị có 4 tuần và mất vào 23/4/1426. Klug, trong công trình về lịch sử của vương quốc Tver, cho biết ngày chết của Yuri vào ngày 26 tháng 11 năm 1425
Sau khi ông qua đời, người em trai là Boris, Đại vương công xứ Tver lên ngôi